# Große Tschukotschja
Die Große Tschukotschja (russisch Больша́я Чуко́чья, Bolschaja Tschukotschja; auch Tschukotschja; alternativ jakutisch Рэвум-Рэву, Rewum-Rewu) ist ein 758 km langer Zufluss der Ostsibirischen See im Nordosten Russlands.

## Verlauf
Die Große Tschukotschja entfließt jenseits des Polarkreises in 44 m Höhe dem See Ussun-Kjujol in nordwestlicher Richtung. Auf den ersten Kilometern durchquert der Fluss etwa zehn weitere Seen, darunter Tjorjut, Tanka und Gojon-Ujalach. Die Seen liegen im südwestlichen Teil des Kolyma-Tieflands, etwa 100 Kilometer nordöstlich der Kleinstadt Srednekolymsk am linken Ufer der Kolyma. Dieser Strom, dessen Tal vom Seengebiet in diesem Bereich durch einen flachen Endmoränenzug getrennt ist, fließt in nur gut 20 Kilometer Entfernung von Ursprung der Großen Tschukotschja vorbei.
Die Große Tschukotschja durchfließt auf ihrer gesamten Länge weiterhin das sumpfige und seenreiche Kolyma-Tiefland. Dabei mäandriert der Fluss außerordentlich stark. Die Vegetation des Gebietes besteht zunächst aus Waldtundra, ab dem Mittellauf aus Tundra. Der Fluss mündet schließlich mit einem mehr als zwei Kilometer breiten Ästuar in den Westteil der Kolymabucht der Ostsibirischen See.
Oberhalb des Mündungstrichters ist die Große Tschukotschja 200 bis 300 Meter breit und über zwei Meter tief; die Fließgeschwindigkeit beträgt 0,2 m/s. Etwa 70 Kilometer des Unterlaufes der Großen Tschukotschja stehen unter Gezeiteneinfluss.
Ihre bedeutendsten Nebenflüsse sind Oljor (Länge 229 km) und Semjon-Jurjach (121 km) von links sowie der Sawwa-Jurjach (106 km) von rechts. Im Becken der Großen Tschukotschja gibt es etwa 11.500 Seen, deren Gesamtfläche 18,2 % des Einzugsgebietes ausmacht (entsprechend 3600 km²).
Den Namen Tschukotschja trägt auch der etwa 50 Kilometer südöstlich der Großen Tschukotschja in die Ostsibirische See mündende linke (westliche) der großen Mündungsarme der Kolyma.

## Hydrologie
Das Einzugsgebiet des Flusses umfasst 19.800 km². Die Große Tschukotschja friert zwischen Ende September/Anfang Oktober und Mai/Anfang Juni zu, wobei sie zeitweise bis zum Grund durchfriert.

## Nutzung und Infrastruktur
Die Große Tschukotschja ist im Unterlauf schiffbar, wird aber für die Binnenschifffahrt nicht genutzt, da das durchflossene Gebiet sehr dünn besiedelt ist. Die Bevölkerungsdichte der durchflossenen Ulusse (Rajons) Srednekolymsk und Nischnekolymsk liegt bei nur 0,08 respektive 0,06 Einwohnern pro km². Die einzige Siedlung am Fluss ist Tschukotschja (eine frühere Faktorei) am linken Ufer des Unterlaufes, gut zehn Kilometer oberhalb der Mündung. Sie gehört zum Nasleg (Gemeinde) Pochodsk und hatte 2001 nur drei ständige Einwohner. Jegliche Verkehrsinfrastruktur im Gebiet fehlt.